# Michaił Sazonow
Michaił Wiktorowicz Sazonow (ros. Михаил Викторович Сазонов; ur. 22 grudnia 1990) − rosyjski kulturysta i trójboista siłowy.

## Życiorys
Jego miastem rodzinnym jest Krasnojarsk. Wychowywał się przyzwyczajony do ciężkiej pracy. Zanim związał się z trójbojem siłowym i kulturystyką, był bobsleistą. Studiował gospodarkę leśną w Syberyjskim Instytucie Technologicznym.
Członek Rosyjskiej Federacji Trójboju Siłowego. Jego waga oscyluje na pograniczu stu dwudziestu kilogramów. Ma 187 cm wzrostu. Mistrz Kraju Krasnojarskiego w martwym ciągu (z wynikiem 345 kg). W 2012 wziął udział w Mistrzostwach Świata Subjuniorów i Juniorów w Trójboju Siłowym w Szczyrku. Zajął czwarte miejsce wśród juniorów o masie ciała do 120 kg, osiągając wynik 870 kg. Był też rosyjskim rekordzistą w przysiadzie ze sztangą (395 kg). Absolutny mistrz Kraju Krasnojarskiego oraz Krasnojarska w trójboju siłowym.
Jako kulturysta debiutował w 2015 roku. Podczas Pucharu Syberii federacji SFD (СФО) zdobył drugie miejsce wśród zawodników o masie przekraczającej 90 kg. Na Mistrzostwach Obwodu Irkuckiego wywalczył brązowy medal w kategorii mężczyzn powyżej 85 kg. W 2016 przyznano mu cztery złote medale: dwa podczas Pucharu Kraju Krasnojarskiego (w kategorii mężczyzn powyżej 85 kg i kategorii ogólnej) oraz dwa podczas Pucharu Syberii federacji SFD (w kategoriach mężczyzn powyżej 100 kg i ogólnej). Pod koniec kwietnia 2016 Sazonow startował w Pucharze Rosji w kulturystyce federacji PBS (ФБФР); zajął czwarte miejsce wśród zawodników o masie przekraczającej 100 kg.
Pracuje jako trener na siłowni. Żonaty, mieszka w Krasnojarsku.

## Rekordy w trójboju siłowym
- Przysiad ze sztangą: 395 kg
- Martwy ciąg: 345 kg
- Wyciskanie leżąc: 210 kg
- Wynik łączny: 870 kg